# Villy-en-Auxois
Villy-en-Auxois är en kommun i departementet Côte-d'Or i regionen Bourgogne-Franche-Comté i östra Frankrike. Kommunen ligger i kantonen Vitteaux som tillhör arrondissementet Montbard. År 2022 hade Villy-en-Auxois 227 invånare.

## Befolkningsutveckling
Antalet invånare i kommunen Villy-en-Auxois
Referens:INSEE